# Trogodes angolensis
Trogodes angolensis är en skalbaggsart som beskrevs av Rojkoff 2011. Trogodes angolensis ingår i släktet Trogodes och familjen Cetoniidae. Inga underarter finns listade i Catalogue of Life.